# Alexandre Despallières
Alexandre Despallières, également appelé Alex Becker, né le 8 octobre 1968 à Argenteuil et mort le 26 janvier 2022 à Paris, est un escroc français présumé meurtrier.

## Biographie

### Enfance et adolescence
Alexandre Despallières né en 1968 à Argenteuil est le dernier d'une fratrie de trois garçons. Il passe son enfance et son adolescence avec ses frères et ses parents à Bois-Colombes. Il a 16 ans lorsqu'il apprend qu'il est séropositif. À 19 ans, se rêvant chanteur, il enregistre un 45 tours, L'amour à mort qui n'obtient pas le succès escompté puis un autre quelques années plus tard, D'une manière ou d'une autre qui est aussi un échec malgré un passage à la télévision lors de l'émission culte de Pascal Sevran, La Chance aux chansons. 

### Départ aux États-Unis
Peu après la mort de ses parents, Alexandre Despallières quitte la France pour les États-Unis avec trois de ses proches. En 2002, à New York, là où il vit un temps, il se fait adopter par une riche veuve, Simone Becker, et se fait désormais appeler Alex Becker. Il poste sur son compte Youtube de nombreuses vidéos de lui-même et ses proches recevant des cadeaux de luxe et participant à des soirées mondaines. En 2007, Alexandre Despallières travaille à Los Angeles, pour Stickam (en) une entreprise qui développe un site internet permettant à des internautes d'échanger en face-à-face vidéo en temps réel. À la suite de son départ de cette entreprise, il contacte le journal américain The New York Times en prétendant vouloir faire des révélations sur la maison-mère de Stickam qui entretiendrait des relations avec l'industrie pornographique japonaise. Ces révélations font l'objet d'un article dans le journal où l'on voit Alexandre Despallières se faire appeler Alex Becker. Dans le même temps, il fonde Flivor, une entreprise qui développe un réseau social basé sur l'hébergement d'images. Il peut rester plusieurs années aux États-Unis en épousant l'une de ses amies d'enfance à Las Vegas.

### Départ en Australie et retour en France
Début 2008, Alexandre Despallières se rend en Australie après avoir repris contact par mail avec Peter Ikin, millionnaire australien et ancien dirigeant de la compagnie Warner Music, qu'il avait rencontré vingt ans plus tôt à San Francisco et avec qui il avait eu une relation. Les deux hommes ont de nouveau une relation, et il lui fait alors croire qu'il est devenu extrêmement riche grâce à la revente de sa société Flivor et qu'il souhaite lui léguer sa fortune parce qu'il est en train de mourir d'une tumeur au cerveau, ce qui se révélera faux,. Alexandre Despallières et Peter Ikin concluent le 30 octobre 2008 au Royaume-Uni un « civil partnership » (similaire au Pacte civil de solidarité). Il rentre ensuite en France début novembre 2008, loge dans une chambre d'hôtel du quartier du Montparnasse, à Paris et propose à Peter Ikin de passer quelques jours avec lui avant qu'il ne parte en vacances.

## Affaire Peter Ikin

### Faits
Le 12 novembre 2008, Peter Ikin, âgé de 62 ans est retrouvé mort dans un hôtel parisien dans le quartier du Montparnasse,. L'autopsie révèle une hypertrophie du cœur et le médecin légiste conclut à un décès naturel par arrêt cardiaque. Son corps est incinéré deux jours après sa mort au crématorium du cimetière du Père-Lachaise à la demande de son compagnon Alexandre Despallières, mais contre la volonté de sa famille. Quelques jours avant son décès, Peter Ikin avait été hospitalisé à trois reprises mais avait signé à chaque fois une décharge lui permettant de sortir de l'hôpital. 

### Héritage
Alexandre Despallières produit un testament le désignant comme légataire universel et s'installe dans l'appartement de Peter Ikin. Quelques mois après le déblocage des fonds, il dépense en six mois près de 400 000 €, achète trois voitures de luxe, de nombreux bijoux et montres de luxe, loue un château pour 50 000 € et se déplace régulièrement en hélicoptère. 
Les amis et proches de Peter Ikin soupçonnent Alexandre Despallières de l'avoir assassiné pour faire main basse sur sa fortune, estimée entre 15 et 25 millions d'euros,,. Ils découvrent qu'il a menti sur la plupart de ses déclarations : il ne possède pas d'appartements dans des immeubles à New-York, la société qu'il déclare avoir fondée, Lexink, qui emploierait des centaines de personnes dans le monde, existe bien mais n'est pas ce qu'elle reflète (seulement quelques employés et pratiquement aucune activité commerciale), il n'est pas milliardaire et il préparait tous les repas de son compagnon, ce qui laissera penser à un empoisonnement. 
Le testament n'étant pas reconnu par l'Australie, dont est originaire Peter Ikin, la Haute Cour de Londres l'invalide à la suite d'une plainte de proches de Peter, et Alexandre Despallières abandonne l'héritage en échange de 900 000 €.

### Enquête des proches
Début 2010, une analyse toxicologique demandée par des amis de Peter sur des organes conservés par l'Institut médico-légal de Paris révèle une dose mortelle de paracétamol dans le sang (aux alentours de 40 cachets) et des traces de sept autres substances médicamenteuses dont du Valium et de la Loxapine. Le 15 novembre 2009, le neveu et ayant droit de Peter Ikin, Gary Perritt, dépose plainte à Paris pour meurtre et c'est la Brigade criminelle de Paris qui est chargée des investigations.

### Enquête de police et faux testament
Les enquêteurs découvrent à la suite de nombreuses auditions qu'Alexandre Despallières avait l'habitude de mentir aux personnes qu'il rencontrait, racontant qu'il était le fils caché d'Elizabeth Taylor, de Roger Moore, un héritier de la famille Rothschild ou encore qu'il était le chanteur du groupe norvégien A-ha. L'enquête auprès de son entourage révèle que ses proches surnomment Alexandre Despallières Vidal, en référence au dictionnaire de référence des produits pharmaceutiques et qu'il se déplace régulièrement avec une valise contenant des médicaments. 
Très vite, les enquêteurs soupçonnent Alexandre Despallières d'avoir produit un faux testament après le décès de Peter Ikin avec l'aide de deux complices, Jérémy Bilien et Vincent Bray, qui avouent avoir aidé Alexandre Despallières à construire cette fausse preuve,,,.

### Mise en examen et emprisonnement
Alexandre Despallières est mis en examen en juin 2010 pour « assassinat », « faux » et « usage de faux » puis emprisonné.

## Sortie de prison

### Libération
Alexandre Despallières est libéré en mars 2011 avant d'être placé sous contrôle judiciaire. Il se rend en Normandie et loge chez un ouvrier d'usine à qui il explique être un haut dirigeant de Facebook. Quelques mois plus tard, il est hébergé par une visiteuse de prison rencontrée en détention et lui vole plus de 70 000 €. Il s'installe ensuite quelques mois dans la ville de Lisieux, est hébergé par plusieurs personnes, racontant qu'il prépare un projet musical avec l'artiste Lady Gaga et qu'il cherche la tranquillité. Un vol de cartes SIM va mettre la police sur sa piste, il sera arrêté pour non-respect de son contrôle judiciaire.

### Emprisonnement et remise en liberté
Il est de nouveau emprisonné en septembre 2011 puis remis en liberté en février 2012 pour raison médicale, grâce à ses avocats Thierry Herzog et Éric Dupond-Moretti,. Après sa libération, Alexandre Despallières se marie avec un physicien en 2013 et cofonde avec lui, une société qui fabrique des équipements technologiques permettant selon la description de l'entreprise de « convertir les ondes électromagnétiques en électricité ».

### Relance de l'enquête
L'enquête, faute de preuves concrètes, est au point mort jusqu'à ce qu'une mise en accusation de 42 pages soit transmise au Tribunal de grande instance de Paris en 2019 : Despallières, en plus d'être accusé de l’assassinat de Peter, serait responsable, d'après une de ses connaissances, de la mort de quatre membres de sa famille. En mai 2020, un juge d'instruction décide alors de son renvoi aux assises pour « assassinat ».

## Décès
À la suite d'un malaise, Alexandre Despallières est hospitalisé à l'hôpital Bichat à Paris et y décède le 26 janvier 2022 des complications de la Covid-19,,, avant son procès qui aurait dû se dérouler en juin 2022. 

## Procès
En raison du décès d'Alexandre Despallières, seuls ses complices Jérémy Bilien et Vincent Bray sont présents au procès, accusés de « complicité d’usage de faux » dans l'affaire du faux testament. Ils sont finalement condamnés à des peines de prison avec sursis et des amendes,.

## Tentatives d'empoisonnement et morts suspectes
Dans le cadre du décès de Peter Ikin, l'enquête révélera qu'en 1993, une plainte avait été déposée contre Alexandre Despallières pour empoisonnement. Elle sera classée sans suite.
En 2002, à New York aux États-Unis, là où vit un temps Alexandre Despallières, celui-ci se fait adopter par une riche veuve, Marcelle Becker, qui déclare au FBI avoir été empoisonnée par Despallières quelques jours après la signature des documents,,. 
Alexandre Despallières est accusé par plusieurs témoins d'être impliqué dans la mort de quatre personnes de sa famille : en 2001 et 2002, de ses deux parents décédés d'overdose médicamenteuse , et de ses deux grands-mères, tous incinérés et dont il a touché après leur mort des héritages conséquents,.

## Relation avec Olivier Metzner
Sophie Bonnet, qui a enquêté plusieurs années sur Alexandre Despallières et le suicide d'Olivier Metzner, célèbre avocat pénaliste français, révèle dans son livre Le Maître et l'assassin, que les deux hommes se sont rencontrés en 1993 et ont entretenu une relation pendant plus de vingt ans,,,. Alexandre Despallières vivant chez Olivier Metzner quelques jours avant la mort de Peter Ikin, l'avocat a été entendu comme témoin,. Gaspard Dhellemmes, journaliste français qui a également longuement enquêté sur Alexandre Despallières, révèle dans un article du journal Le Monde, qu'Olivier Metzner ne supportait pas la relation entre Peter Ikin et Alexandre Despallières et que ce dernier faisait chanter le célèbre avocat. 

### Médiagraphie

##### Documentaires
- 2011 : Les faits Karl Zéro, épisode 16 L'affaire Alexandre Despallières, de Karl Zéro et Christophe Lafaille
- Alexandre Despallières, Affaires sensibles sur France Inter, 1er novembre 2022, [lire en ligne]